# 1 000 mètres
Pour les articles homonymes, voir 1000 (homonymie).
Le 1 000 mètres est une épreuve d'athlétisme de demi-fond, intermédiaire entre le 800 mètres et le 1 500 mètres.

## Spécificités
Cette épreuve fait appel à des qualités d'endurance et demande une grande efficience du geste afin de pouvoir maintenir l'effort à son niveau le plus intense jusqu'à l'arrivée. Les qualités physiologiques et les contraintes pour l'athlète sont très différentes de celles requises pour le sprint. L'entraînement doit donc viser à l'optimisation de la résistance de l'athlète, pour lui permettre de faire face aux conséquences de la fatigue et d'adapter sa course en conséquence plutôt que de réagir a posteriori à l'apparition de la fatigue, dont le principal effet est la diminution de la vitesse de course.
N'étant pas une épreuve olympique, elle n'est pas toujours inscrite au programme des compétitions d'athlétisme.
Le record du monde du 1 000 mètres est actuellement détenu par le Kényan Noah Ngeny, en 2 min 11 s 96, depuis le 5 septembre 1999, performance réalisée à Rieti, en Italie. Dans les compétitions en salle masculines, le 1 000 mètres est la dernière épreuve figurant au programme de l'heptathlon.
En France, on peut pratiquer le 1 000 m à partir de 11 ans. Dans les compétitions benjamins à minimes, le 1 000 m est généralement la seule épreuve de demi-fond.

## Records du monde
| Genre | Performance   | Athlète             | Date             | Lieu      |
| ----- | ------------- | ------------------- | ---------------- | --------- |
| M     | 2 min 11 s 96 | Noah Ngeny          | 5 septembre 1999 | Rieti     |
| F     | 2 min 28 s 98 | Svetlana Masterkova | 23 août 1996     | Bruxelles |

### Records du monde piste courte
| Genre | Performance   | Athlète           | Date            | Lieu           |
| ----- | ------------- | ----------------- | --------------- | -------------- |
| M     | 2 min 14 s 20 | Ayanleh Souleiman | 17 février 2016 | Stockholm      |
| F     | 2 min 30 s 94 | Maria Mutola      | 25 février 1999 | Iekaterinbourg |

## Records continentaux
| Continent                                                 | Hommes (au 24 juillet 2025) | Hommes (au 24 juillet 2025) | Hommes (au 24 juillet 2025) | Femmes (au 24 juillet 2025) | Femmes (au 24 juillet 2025) | Femmes (au 24 juillet 2025) |
| Continent                                                 | Temps                       | Athlète                     | Nation                      | Temps                       | Athlète                     | Nation                      |
| --------------------------------------------------------- | --------------------------- | --------------------------- | --------------------------- | --------------------------- | --------------------------- | --------------------------- |
| Afrique (records)                                         | 2 min 11 s 96               | Noah Ngeny                  | Kenya                       | 2 min 29 s 15               | Faith Kipyegon              | Kenya                       |
| Asie (records)                                            | 2 min 14 s 72               | Yusuf Saad Kamel            | Bahreïn                     | 2 min 35 s 30               | Nelly Jepkosgei             | Bahreïn                     |
| Europe (records)                                          | 2 min 12 s 18               | Sebastian Coe               | Royaume-Uni                 | 2 min 28 s 98               | Svetlana Masterkova         | Russie                      |
| Amérique du Nord, Amérique centrale et Caraïbes (records) | 2 min 13 s 13               | Marco Arop                  | Canada                      | 2 min 30 s 71               | Addison WILEY               | États-Unis                  |
| Océanie (records)                                         | 2 min 16 s 09               | Jeffrey Riseley             | Australie                   | 2 min 30 s 96               | Jessica HULL                | Australie                   |
| Amérique du Sud (records)                                 | 2 min 14 s 09               | Joaquim Cruz                | Brésil                      | 2 min 32 s 25               | Letitia Vriesde             | Suriname                    |

### Records continentaux piste courte
| Continent                                                 | Hommes (au 24 juillet 2025) | Hommes (au 24 juillet 2025) | Hommes (au 24 juillet 2025) | Femmes (au 24 juillet 2025) | Femmes (au 24 juillet 2025) | Femmes (au 24 juillet 2025) |
| Continent                                                 | Temps                       | Athlète                     | Nation                      | Temps                       | Athlète                     | Nation                      |
| --------------------------------------------------------- | --------------------------- | --------------------------- | --------------------------- | --------------------------- | --------------------------- | --------------------------- |
| Afrique (records)                                         | 2 min 14 s 20               | Ayanleh Souleiman           | Djibouti                    | 2 min 30 s 94               | Maria Mutola                | Mozambique                  |
| Asie (records)                                            | 2 min 17 s 06               | Belal Mansoor Ali           | Bahreïn                     | 2 min 39 s 06               | Nozomi TANAKA               | Japon                       |
| Europe (records)                                          | 2 min 14 s 96               | Wilson Kipketer             | Danemark                    | 2 min 31 s 93               | Laura Muir                  | Royaume-Uni                 |
| Amérique du Nord, Amérique centrale et Caraïbes (records) | 2 min 14 s 48               | Josh Hoey                   | États-Unis                  | 2 min 33 s 75               | Lucia Stafford              | Canada                      |
| Océanie (records)                                         | 2 min 16 s 95               | Jack Anstey                 | Australie                   | 2 min 36 s 96               | Toni Hodgkinson             | Nouvelle-Zélande            |
| Amérique du Sud (records)                                 | 2 min 16 s 99               | Joaquim Cruz                | Brésil                      | 2 min 38 s 30               | Letitia Vriesde             | Suriname                    |